# Sonchus denticulato-lanceolata
Sonchus denticulato-lanceolata là một loài thực vật có hoa trong họ Cúc. Loài này được Kitam. miêu tả khoa học đầu tiên năm 1952.